# Józef Badeni
Józef Badeni (ur. 13 marca 1836 w Branicach, zm. 12 października 1878 w Wadowie) – poseł do Sejmu Krajowego.

## Historia

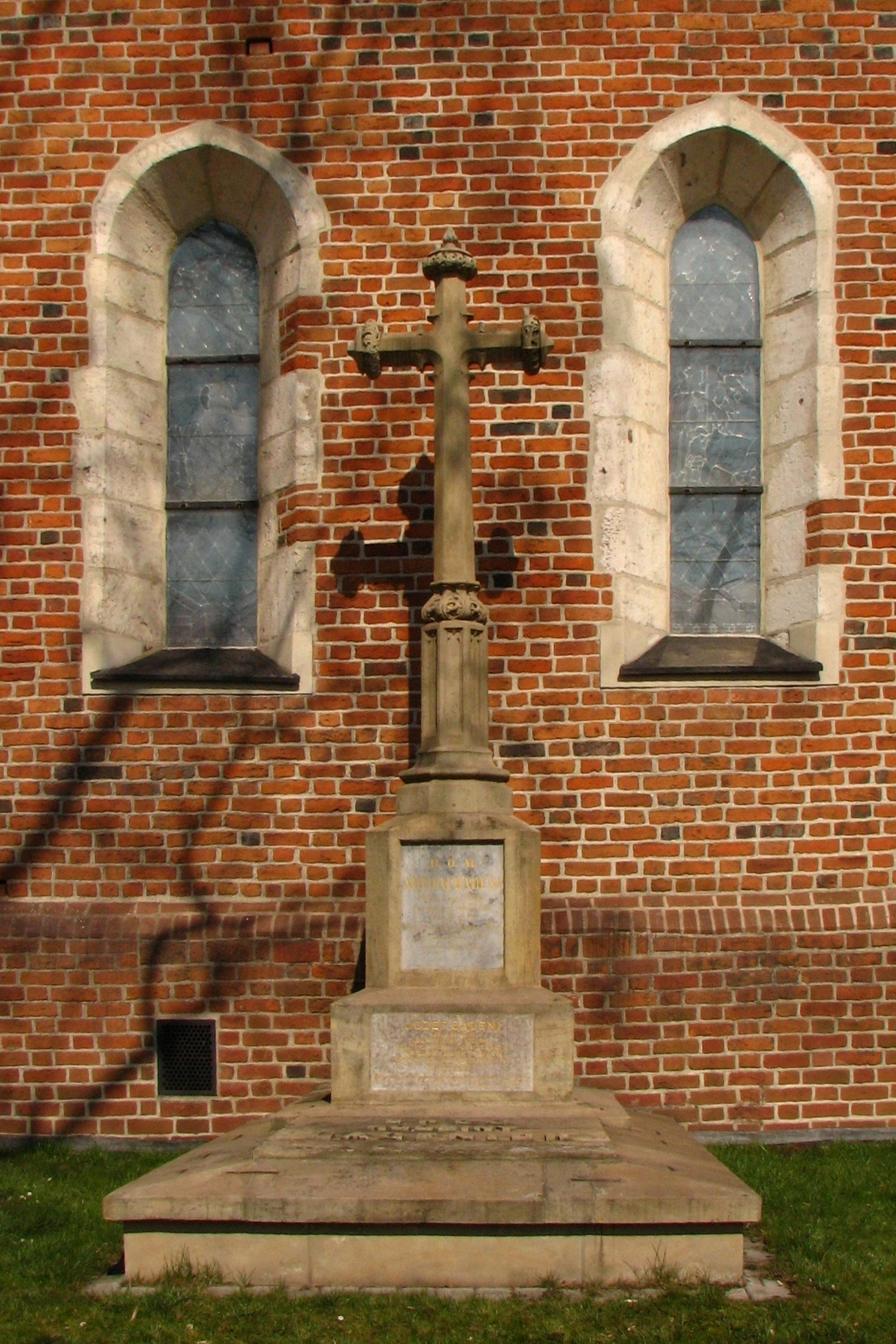
Grób Józefa Badeniego pod ścianą kościoła Dziesięciu Tysięcy Męczenników w Niepołomicach (2008)

Był synem Michała, dziedzica Branic, i Walerii Łempickiej. Pracował jako urzędnik w Warszawie do 1861, następnie przeniósł się do matki do Krakowa w 1865 i objął zarząd nad majątkiem Bejsce należącym do Sebastiana Badeniego. Musiał go jednak opuścić po śmierci właściciela. Nie odziedziczył go w wyniku zapisu testamentowego – przypadł on siostrze Sebastiana. Za pieniądze z dzierżawy i posag żony nabył majątek Wadów liczący 300 ha, sąsiadujący z rodzinnymi Branicami. 31 sierpnia 1874 został wybrany posłem Sejmu Krajowego z I kurii (tzw. „wielkiej własności”) okręgu rzeszowskiego. Był żonaty z Heleną z Wężyków, córką Władysława. Nie posiadając własnych dzieci, zaopiekował się synem swojego zmarłego kuzyna Seweryna – Janem. Zmarł nagle i niespodziewanie w Wadowie. Po jego śmierci okazało się, że okoliczni sąsiedzi i właściciele majątków wyznaczyli go na wypadek swoich śmierci jako opiekuna ich dzieci niezależnie od siebie w swoich testamentach.